# Rhinodermatidae
Famille
Synonymes
- Rhinodermatinae Bonaparte, 1850

Les Rhinodermatidae sont une famille d'amphibiens. Elle a été créée en 1850 par Charles-Lucien Bonaparte (1803-1857).

## Répartition
Ces espèces se rencontrent au Chili et en Argentine.

## Liste des genres
Selon Amphibian Species of the World (19 novembre 2016) :
- genre Insuetophrynus Barrio, 1970
- genre Rhinoderma Duméril & Bibron, 1841

## Publication originale
- Bonaparte, 1850 : Conspectus Systematum. Herpetologiae et Amphibiologiae. Editio altera reformata.